# Bosque de Turingia

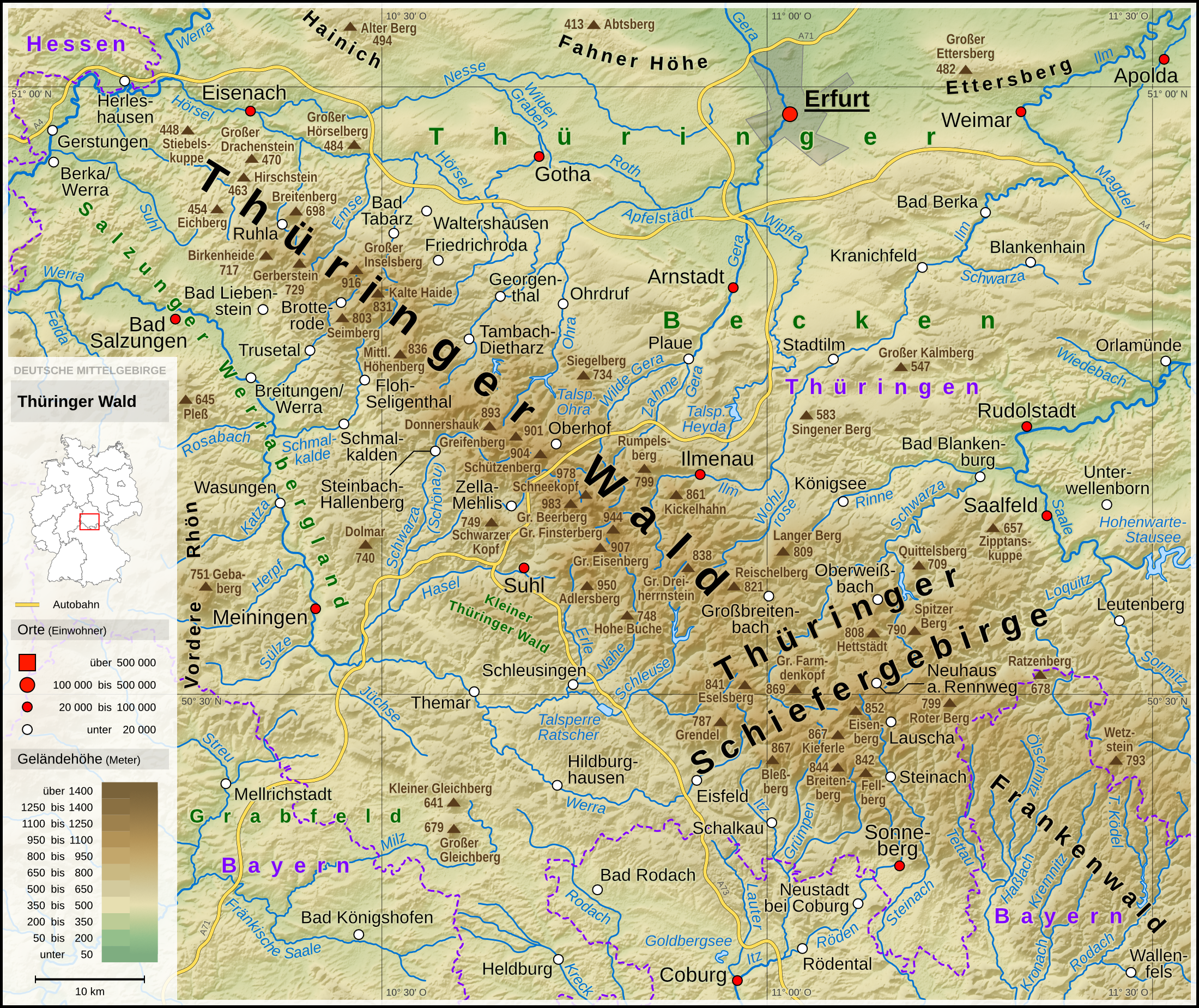

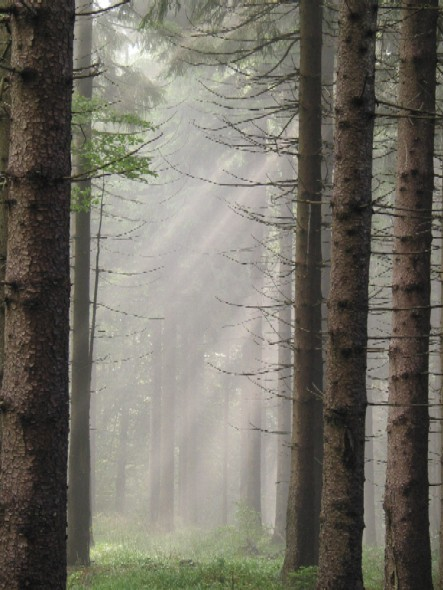
El bosque de Turingia en las cercanías de Oberhof

El bosque de Turingia (en alemán: Thüringer Wald, pronunciación: /ˈtyːʁɪŋɐ ˈvalt/ⓘ) es en su sentido más amplio un bosque de casi 150 km de longitud y 35 km de ancho, con abundantes montañas. Se encuentra ubicado en parte del estado federal de Turingia (Alemania). El bosque de Turingia en sentido estricto viene a indicar sólo la parte occidental que llega hasta el pueblo de Neustadt am Rennsteig. La sierra montañosa del este va a lo largo de la línea Gehren-Neustadt-Schönbrunn-Merbelsrod. Al sur se halla el pequeño bosque de Turingia (Kleiner Thüringer Wald), con 692 m de altitud, el cual no se encuentra entre el territorio de la sierra, sino que se ubica en el Buntsandstein-Vorland. Al este se halla la sierra de pizarra (Thüringer Schiefergebirge). 
Las montañas más altas son: 
- Großer Beerberg (983 m), entre Suhl e Ilmenau
- Schneekopf (978 m), entre Suhl e Ilmenau
- Großer Finsterberg (944 m), entre Suhl e Ilmenau
- Großer Inselsberg (916 m), entre Gotha y Esmalcalda (Schmalkalden)
- Bleßberg (865 m), al noroeste de Sonneberg
- Kickelhahn (861 m), al suroeste de Ilmenau

Ciudades importantes al lado del bosque son: 
- en el norte
  - Eisenach
  - Waltershausen
  - Friedrichroda
  - Ohrdruf
  - Ilmenau
  - Königsee
  - Saalfeld
- en el sur
  - Bad Salzungen
  - Esmalcalda (Schmalkalden)
  - Zella-Mehlis
  - Suhl
  - Schleusingen
  - Eisfeld
  - Sonneberg